# Залопань
Зало́пань (укр. Залопань), Зало́панье, Зало́панский район — старинный исторический район Харькова в большой излучине реки Лопань, протянувшейся от от Ивановки до Старой Основы, ограниченный руслом реки от Ивановки до стрелки, железнодорожным вокзалом и линией железной дороги Курско-Харьково-Азовской и рекой Лопань после слияния с Харьковом до Карповки.

## Происхождение названий
Названа Залопань так потому, что по отношению к самой старой части города — Харьковской крепости на Университетской горке Нагорного района — район находился за рекою Лопань. Также в городе были c 18 века районы Захарьков (за рекой Харьков) и Занетечь (за Нетечей).
Улицы Залопани зачастую назывались по профессиям людей, на них проживавших:
- Кацарская улица — здесь выделывали коцы (ботинки, женские полусапожки); также коцами называли ковры;
- Чеботарская улица — тут изготавливали чоботы (старинную кожаную обувь: тяжёлые ботинки и сапоги);
- Гончаровская улица — там гончары делали глиняную посуду, и т. п.

## История
Район — один из самых старейших в Харькове.
В нём преимущественно селились мещане, ремесленники, купцы второй гильдии (дворяне, чиновники, состоятельные люди предпочитали селиться в Нагорной части города).
В конце 18 века Залопань в западной части была обнесена городской стеной.
Наиболее активная застройка района началась в 1869 году после прокладки через город в Харькове Курско-Харьково-Азовской железной дороги из Москвы в Крым, которая резко ускорила экономическое значение Залопани и значительно повысила стоимость земли в районе железной дороги. Жить в Залопани в XIX веке стало престижно, и здесь, но ближе к центру, стали селиться состоятельные люди.
Границы района в 19 веке значительно расширились и включили в себя пригородные слободы до железной дороги (так, Гончаровская слобода слилась с городом в 1810-х годах).
Путём сплошной застройки района город, начиная с 1800-х годов, был соединён с пригородными слободами: Панасовской., Ивановской, Гончаровской.
С середины XX века название Залопань практически не используется.

## Районы внутри района
Залопанский исторический район, в свою очередь, делится на несколько исторических городских районов города:
- Благбаз, названный так по Благовещенской церкви;
- Панасовку (расположена в районе Малопанасовской улицы);[3]
- Ивановку, названную так по храму пророка Иоанна Богослова, со старинным Ивановским пивзаводом, снесённым в 2008-10 году (расположена между Панасовкой и Павловкой по обеим берегам Лопани);[4]
- Пески, вошедшие в 20 веке в Панасовку и Ивановку;[5]
- Гончаровку, названную так по основной профессии жителей (на которой происходит действие комедии Квитки-Основьяненко «Сватовство на Гончаровке»);[6]
- Южный вокзал (Харьков).

Старая Основа, Новосёловка (Харьков), Карповка (Харьков), Холодная Гора (Харьков), Лысая Гора (Харьков), Сортировка (Харьков) в Залопань не входили.

## Улицы
Основной осью района является улица Екатеринославская (Полтавский Шлях), которая первоначально вела на Екатеринослав.
Другими важными продольными магистралями являются Конторская улица (Харьков) (б. Краснооктябрьская),Большая Гончаровская улица|, и Панасовская улица.
Поперечные улицы района излучины Лопани упираются либо в саму Лопань, либо в линию ЮЖД от Сортировки до Новосёловки. Самыми большими поперечными являются улицы Дмитриевская и Маршала Конева.

## Площади
- Благовещенская площадь (Харьков) (перед Благовещенским собором)
- Рыночная площадь (Харьков) (на Благбазе)
- Тюремная площадь (перед б. тюрьмой, застроена в 20 веке)
- Жандармская площадь (Харьков) (перед пожарной каланчой)
- Привокзальная площадь (Харьков)

## Храмы
- Благовещенский собор (Харьков) (1901, УПЦ МП) — Благовещенская площадь (прежде Карла Маркса), 1.
- Дмитриевская церковь (Харьков) (1896, УГКЦ, прежде РПЦ) — Екатеринославская ул. (Полтавский шлях), 44.
- Храм Иоанна Богослова (Харьков) (1885, УПЦ КП, прежде РПЦ) на Ивановке.
- Храм Преображения (протестантский, прежде старообрядческий) — ул. Ярославская, 28.
- Соборная мечеть (Харьков) (1906, сунниты) — ул. Ярославская, 31, набережная Лопани.

## Мосты
- Конторский мост с Лопанской стрелки на ул. Конторскую (уничтожен в 1943 году)
- Большой Лопанский мост с Пролетарской площади на Полтавский шлях (уничтожен в 1943, восстановлен в 1958; с трамвайными путями)
- Благовещенский мост (Харьков) с Купеческого спуска на Благовещенскую площадь (он же Купеческий, 1909; трамвайные пути сняты до ВОВ))
- Бурсацкий мост с Бурсацкого спуска на Рыночную площадь (трамвайные пути сняты в 2007)
- Рогатинский мост с улицы Рогатинской на Благбаз (с трамвайными путями)
- Ивановский мост с Ивановской наб. к б. Ивановскому пивзаводу (после постройки Нового моста — пешеходный)
- Новоивановский мост (Новый) от Клочковской на Ивановку (от Клочковской к ДК Железнодорожников, открыт в 1985; с трамвайными путями)
- Кузинский мост (Новый) с Панасовки на Холодную Гору
- Кузинский путепровод с Ивановки на Лысую Гору, пешеходный
- Павловский мост (Харьков) с Павловки на Ивановку, пешеходный
- Гончаровская плотина с Гончаровки на Москалёвку (восстановлена в 1963; с трамвайными путями)
- Карповский мост (Харьков) с Карповки на Москалёвку (пешеходный, б. Чапаевский)
- Большой Гончаровский мост с Южного вокзала на Карповку, железнодорожный
- Усовский мост с Гончаровки на Карповку, пешеходный
- Холодногорский виадук с Гончаровки на Холодную Гору (имени красноармейца Магомета Караева; с трамвайными путями)

## Музеи
- Музей ЮЖД возле нового здания Пригородного вокзала
- Музей воды в КП Вода

## Памятники
- Памятник воде у КП Вода

- Паровоз ФД20-2238 у Карповского сада
- Памятник первой маёвке на Благовещенской (имени 1 Мая) площади (уничтожен)
- Памятник Якову Свердлову в Екатерининском сквере (снесён)